# Martine Borg
Pour les articles homonymes, voir Borg.
Martine Borg est une actrice et auteure française. Elle est notamment connue pour ses rôles dans Bienvenue parmi nous de Jean Becker, Une heure de tranquillité de Patrice Leconte, et la série télévisée luxembourgeoise Weemseesdet.

## Biographie
Martine Borg a grandi à Gallargues-le-Montueux. Après avoir fait des 
études à l’université Paul Valéry (Montpellier), elle enseigne l’espagnol pendant 
quelques années puis elle fait le choix de devenir actrice.

## Filmographie

### Cinéma
- 2014 : Une heure de tranquillité de Patrice Leconte : La gardienne
- 2012 : Bienvenue parmi nous de Jean Becker : La bouchère
- 2008 : Demandez la permission aux enfants de Eric Civanyan : Rosa la gouvernante

### Télévision
- 2015 : Presque Normal de Dan Gagnon : Mère d’Amel
- 2012 : Saison 10 d'Alice Nevers : Le juge est une femme - Épisode 5 : Famille en péril de Alexandre Laurent : Mme Renard
- 2011 : Weemseesdet de Claude Lahr : Maria [3]
- 2010 : Un mari de trop de Louis Choquette : Madeleine